# Philipp von Cornberg
Philipp Georg Wilhelm von Cornberg (* 13. Juni 1759 in Minden; † 19. Oktober 1811 ebenda) war Gutsbesitzer, Domherr und Abgeordneter aus dem Adelsgeschlecht Cornberg.

## Familie
Von Cornberg war der Sohn des Chefpräsidenten der Regierung in Halberstadt und Dechants des Andreas-Stifts in Minden, Christian Ludwig von Cornberg (1716–1791) und dessen Ehefrau Sophie Henriette Helene geborene von dem Bussche-Haldenhausen (1722–1785). Er war evangelischer Konfession und mit Elisabeth Schortmann († 22. Dezember 1784) verbunden, aber nicht verheiratet. Durch allerhöchste Kabinettsorder vom 17. November 1803 wurde der 1801 als Philipp Montegrain legitimierte natürliche Sohn Von Cornbergs und der Elisabeth Schortmann als „von Cornberg“ in den preußischen Adelsstand erhoben. Dessen Sohn Christian von Cornberg, ehemals Oberst in Hessen, erhielt ebenfalls 1879 die Berechtigung zur Führung des Freiherrntitels. Dieser Familienzweig existiert bis heute.

## Leben
Von Cornberg war Herr zu Lübbecke, Falkendyk und Wietersheim. Er besuchte das Pädagogium in Ilfeld und wurde 1778 Domherr, später Probst und Domkapitular in Minden. Vom 8. Juni 1786 bis zum 10. April 1798 war er Preußischer Landrat im Fürstentum Minden. Er schied auf eigenen Wunsch aus gesundheitlichen Gründen aus. Vom 2. Juni 1808 bis zum 5. März 1811 war er Mitglied der Reichsstände des Königreichs Westphalen für das Departement der Weser in der Wählergruppe der Grundeigentümer.